# ブロードウェイマンション

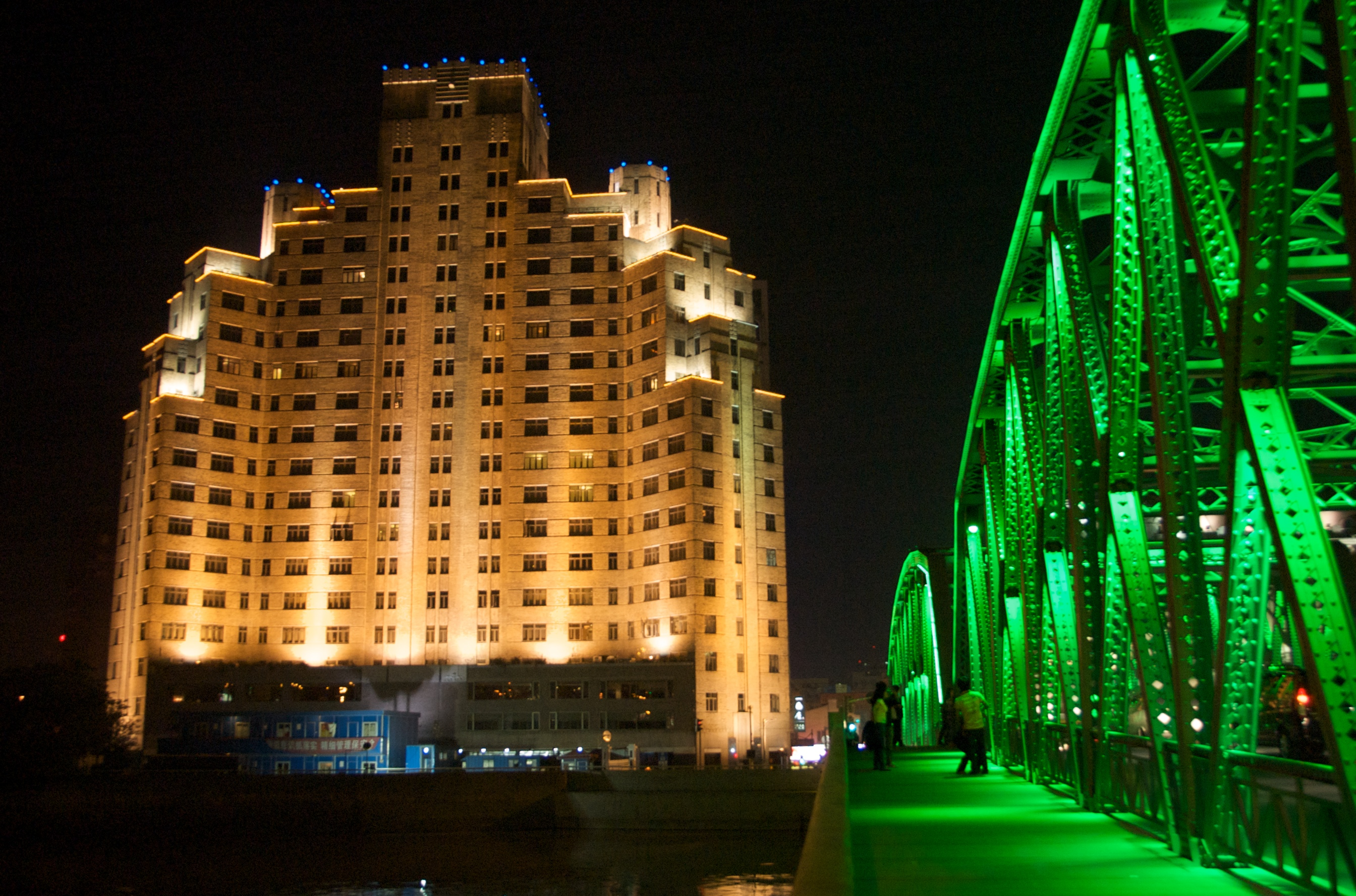
現在のブロードウェイマンション

ブロードウェイマンション（中国語: 百老汇大厦、繁体字中国語: 百老匯大廈、拼音: Bǎilǎohuì Dàshà）は上海外灘北部に位置する建物。
19階建てのアール・デコ様式建築であり、上海でも屈指のクラシックホテル（5つ星）である。上海租界当時に立てられ、「開業以来、上海の名所のひとつであり続けた」といわれ、また50年以上にわたって上海の主要なシンボルの一つであった。かつては上海の最も目立つランドマークであり、アジアで最も背の高い建物であった。上海の戦前建築では最も背が高く、また少くとも1950年までは上海で最も背の高いアパートメントであった。
呉淞江と黄浦江の合流地点の近く、外灘の北端に位置する。パーマー＆ターナーの設計により1935年に竣工し、アジアの高層ビル時代の始まりを告げる存在となった。また上海における「アメリカの近代的高層ビルへの最接近」の証ともなった。
外灘でも最高の眺望を得ている建物であり、外灘、黄浦が一望できる。元々は1935年に「ブロードウェイマンション」The Broadway Mansions と名付けられたが、1951年に上海市議会によって「上海マンション」Shanghai Mansions と改称された。しかし、中国が改革開放により西洋に再び門戸を開き始めた後、元の「ブロードウェイマンション」に戻されている。
遅くとも1985年以来、ブロードウェイマンションは上海衡山ホールディング・カンパニー(上海市人民政府直属的上海衡山集団)が所有し、ホテルとして使用している。

## 位置
ブロードウェイマンションホテルは上海、北部外灘の虹口地区、北蘇州路20号、外白渡橋の北側、北蘇州路、黄浦路、大名路(過去のブロードウェイ路)の交差点に位置している。呉淞江からの距離は13メートルに満たず、黄浦との合流点とも近い。また、東部を海寧路、南部を呉淞路に区切られている。大明路をはさんでアスターハウスホテルと隣接する。

## 所有者
ブロードウェイマンションは少なくとも1985年から上海衡山ホールディングカンパニーが所有している。現在の社長はMu Xiangyang氏である。衡山ホテル、衡山リゾートは他にも上海に5つのホテルを所有している。ブロードウェイマンションと隣接するアスターハウスホテルもこの会社の所有である。

## 設備
ブロードウェイマンションは上海で最初の最上階にレストランを持つホテルであった。今日のブロードウェイマンションホテルは6つのレストランが入店しており、淮揚菜で有名である。

## 特徴

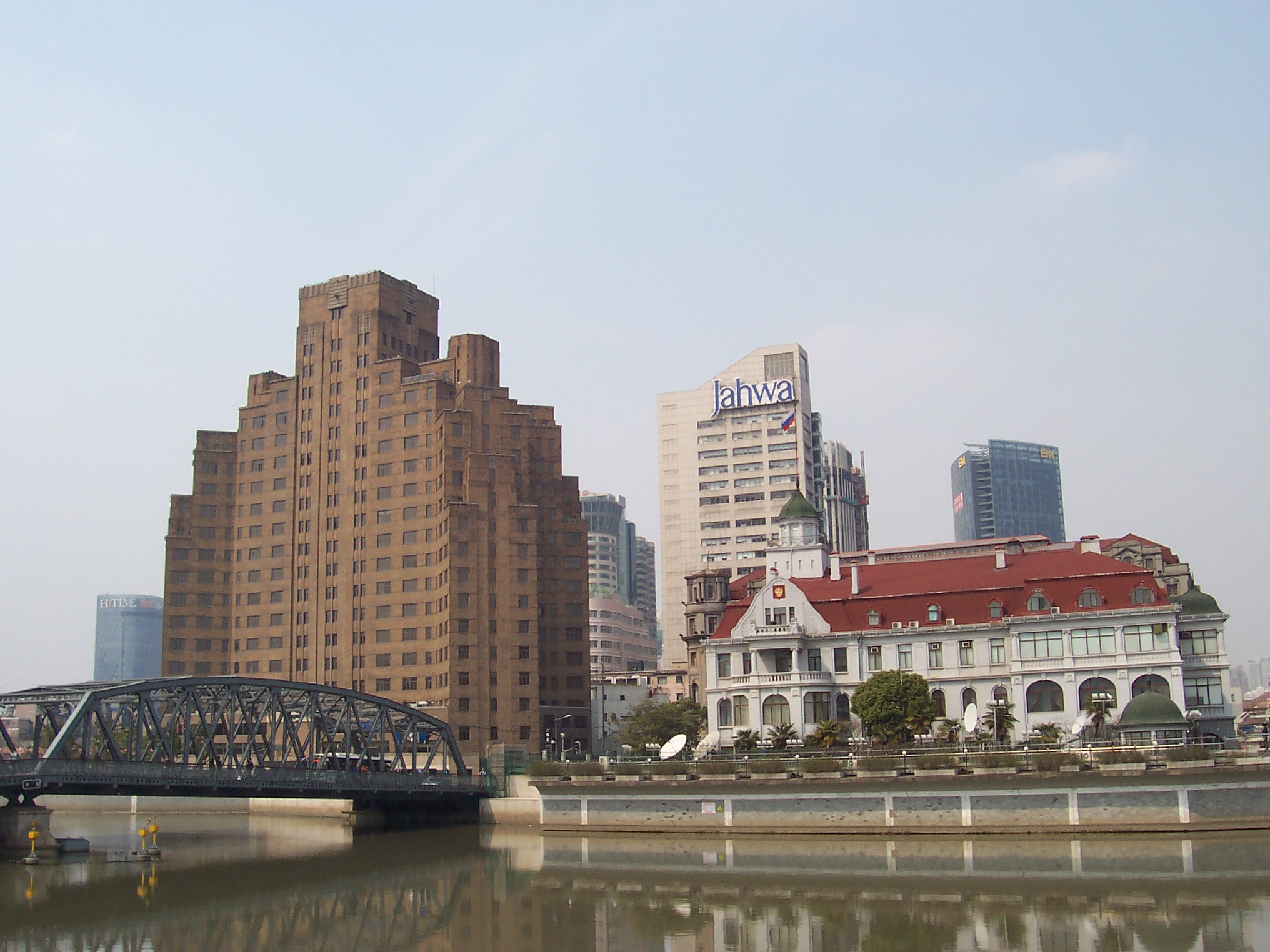
現在のブロードウェイマンション(2013年)

Anne Warr教授は過去のブロードウェイマンションについて下記のように記述している。
1930年代、とりわけ中国では日本の圧力が高まり、共産党が影響力を増し、国民党政府に腐敗が蔓延するという不透明な時世にも関わらず、上海の景気は好調だった。最初のアメリカスタイルのアール・デコ風摩天楼が外灘に出現したのは、ちょうど米国経済が暗転し、上海が最もダイナミックな10年間を迎える頃である。1920年代の終わりに欧米諸国が不況に陥ると、職を求める外国人達が船に満載されて上海を訪れ、それぞれの幸運をこの街に託した。1930年から1933年の3年間で上海の外国人人口は36,500人から70,000人の約2倍になっている。それまでのボザール様式を捨て去った建築家は、今やアール・デコやモダニズムに夢中だった。この時期の国家主義・帝国主義・国際主義といったぶつかり合う理念は建築にも反映されている。日本の帝国主義が街の至るところに浸透する中、ニューヨーク発の国際主義は摩天楼や最新のハリウッド映画といった形で上海にもたらされていたのである。
ブロードウェイマンションはB.フレイザーによりデザインされ、工事を監修した建築エンジニアはJohn William Barrowであった。この二人の属する建築事務所はパーマー＆ターナーであった。
パーマー＆ターナーは英国の建築者、William Salway (1844-1902)が香港で1868年に設立した会社である。この建築事務所は世界でも最古の建築事務所のひとつであり、外灘に沿って建てられた13のビルを含め、これまでにも上海に主要なビルを多く作っていた。英国の建築者クレメント・パーマー(1857-1952)はこの会社に1883年に入社し、建築エンジニアアーサー・ターナー(born 1858)は翌年の1884年に入社した。パーマーとターナーは1891年にパートナーになった。1912年、彼らは上海に支店を設立し、この支店は英国の建築士ゲオルグ・レオポルド"タグ"ウィルソン(1881-1967)によって運営された。
パーマー＆ターナーは外灘に多くのビルを建築した。彼らの上海での最初の仕事は1916年であり、ネオルネサンス建築風のユニオン・アシュランス・ビルで、鉄筋構造を上海で初めて使用した。
その後も1916年に建築されたネオルネサンス建築風のインド・ロンドン・中国商業銀行ビル、1920年代に建てられた横浜正金銀行ビル、1921年から同23年にかけて建築された新古典主義風建築の香港上海銀行ビル、さらに、1927年に建築されたギリシャ復古風新古典主義建築の江海関ビル等などが有名である。また、ウィルソンはヴィクター・サッスーン卿がアール・デコや近代建築に傾き始め、建築をその方向に向かわせる1920年代の終わりまで外灘沿いの英国の建築物の多くを監修した。これらの新しい影響を受けたの建築は1920年代の終わりに建てられたアールデコのサッスーンハウスのような建築であり、このほかにも、揚子保険ビル、1934年に建てられたブロードウェイマンション、その後1937年に建築された旧中国銀行上海ビルなどがあげられる。
ブロードウェイマンションは、「煉瓦模様のアールデコのアパートであり……マンハッタンにおいても見落とさないような美しさであった」と書かれており、1920年代の初めに現れたストリームラインモデルやアールデコの発端となって、1930年代にはこれらの建築様式が流行した。ブロードウェイマンションは鉄筋の赤煉瓦の建物であり、「摩天楼化へのステップ」と言われている。高さは78メートルであり、総床面積は24,596平方メートルであった。上海において鉄筋構造は1916年から使われ始め、当初は8階建てから10階建てであった。しかし、1930年代には24階建てのものまで作られるようになっていた。このビルの建築設計図は漢字の八をモデルにしており、この文字は中国において幸運と繁栄を意味している文字であった。正面は独特の外観をしていた。マンションのデザインは「近代による影響」をうけ、「多くの上海のアパートビルは特徴をシンプルで外面の現代的スタイルを保っていた」とされている。
Peter RoweとSeng Kuanによると、同時期に同じ建築会社のパーマー＆ターナーによってデザインされたメトロポールホテルとハミルトンハウスの描写のあと、ブロードウェイマンションについても述べており「同時に、曲線状になっており左右対称にステップバックする外観は、B.フレイザーの手によって、両者の屋敷の製作、建築に似たアプローチがとられた・・・パーマー＆ターナーのフィルムは1933年の巨大な堤防建築の有機的レイアウトでも曲線的計画建築を採用し続けた。このマンションは屋上には庭園や、スカッシュのコートまで備えられていた。特にこのマンションは370の部屋を持っており、また、オフィスや店も入店していた。」としている。Fiona Shenによると「99のスタイリッシュでコンパクトな部屋に－若い、独身の海外居住者は－ホテル部分、賃貸部分などこれらはいつでも上海租界の経済的生活設備によって娯楽を提供された」と評された。ブロードウェイマンションホテルは屋内駐車場設備を持った上海で最初のホテルであり、屋内駐車場は4階建てで80両分のスペースを持っていた。電話システムは建築時に構築され、電話番号(46260)は現在も変わっていない。

## 評価

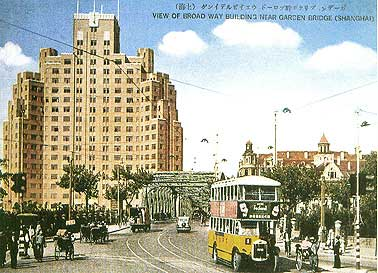
1930年代当時のブロードウェイマンション

ブロードウェイマンションは「上海で最上の建築の一つで、市内のアール・デコ建築を眺めて歩く出発点として理想的、…北から外灘の景色を見渡す明らさまにゴッサム（ニューヨーク）風の建物」と評されている。竣工間も無い時期には「よく目立つ高く白い建物」と解説されていた。
1936年には完成直後のブロードウェイマンションを評する Lancelot Forster 教授の好意的な弁が残されている。同時期のキャセイホテルを取り上げ、「狭量な俗世間に汲々とせず天空を目指している印象で、より高遠なものを指向しているように思える…しかし新しいブロードウェイマンションのように思い切ったものではない。こちらはあらゆる抑制を解き、…そのがっしりとした両肩から楽天的な頭を掲げ、租界を睥睨しているのだ」と述べている。
カナダの Gordon Sinclar はこのマンションについて「トロントやモントリオールのアパートメントと遜色なく豪華」と紹介している。
ある旅行ガイドはこのマンションについて「22階建ての煉瓦のジッグラト」と述べている。
1931年から10年間上海に住んでいた Harold Conant はこのマンションについて、「ブロードウェイマンションはしっかりした建物のようで、常に風の通る音がする。夏の暑い日にはこの音が何よりの励みである。アメリカの新聞に採り上げられることも多いようだ」という描写を残している。
また、ゲイリー・ジョーンズは「22階建ての黄土レンガの建物は最近のキラキラした高層ビルのせいで小さく見えるようになったが、なおも威圧するような堅固さと懐の深い自信をにじませている」と評している。

## 歴史

### ブロードウェイマンション(1934-1951)

#### 第二次大戦前、日本軍政期(1934-1945)

##### 共同租界時代
ブロードウェイマンションの建設が始まったのは1930年のことであり、1934年10月に完成した。かかった費用はメキシコドルで1000万ドルで、当時米ドルでおよそ340万ドルであった。このマンションは「もともとは1934年にイギリスの高級住宅ホテルとして建設された」という。このマンションはYe Guang地所不動産会社によって、セファルディ系ユダヤ人のヴィクター・サッスーン卿の支配する上海地所開発会社のために建築された。彼は他にもキャセイマンションや他のフランス租界に立てられたアパートを所持していた。他の二つの上海の高楼(パレスホテル、サッスーンハウス)のほか、これらの摩天楼はすべてバグダッド系ユダヤ人の所有であった。
経営をつかさどる取締役会の議長はヘンリー・エドワード・アンホールドが務めた。彼はドイツの家柄の英国ユダヤ人の家系の出身で、1879年1月16日香港で生まれ、英国で教育を受けた。また、彼はサッスーン卿の支配するArnhold & Companyの代表役員であった。1923年には駐上海イギリス商工会議所の議長を務めており、工部局(上海租界議会)の元議長の経験もある人間だった。
ブロードウェイマンションの最初の開発者と投資家はセファルディ系ユダヤ人のモーリス・ベンジャミンであった。彼は「上海の港湾建築の多くの投資建築者」であった。彼は上海でもっとも顕著な地主、経営者で不動産の玄人と考えられていた。彼は常に上海地所開発会社のメンバーを率いており、1920年から1921年にかけては上海工部局の一員であった。Maisie Meyerによれば「ブロードウェイマンションはモーリス・ベンジャミンの傑作として迎えられた」としている。
日中戦争以前、「虹口唯一の高層建築はブロードウェイマンション」であった。完成した当時「この巨大なピラミッドは上海の高層ビルの二大巨頭である」としている。営業開始日には、上海の楊浦区、虹口区に広がるリトルトーキョーとの近さから「日本の商業活動のための本部」と呼ばれた。1932年、上海共同租界全体8.3マイルのうち4.25マイルにリトルトーキョーが広がっており、3万人近い日本人が居住していた。この当時、国際共同租界とフランス租界合わせても他の外国人は2万人しかいなかった。この地域では日本軍が優位を占め、コントロールされていた。1937年8月、第二次上海事変で国民党軍と日本軍が衝突。日本側の勝利に終わり、11月には蘇州湾北部の共同租界にいた中国人は降伏した。これにより、地域はほとんど日本人に独占された。

##### 第二次上海事変以降 (1937-1939)
第二次上海事変勃発後の1937年8月17日午前11時、日本軍はブロードウェイマンションを徴発した。日本の海軍陸戦隊によって日本人以外の居住者全員の退去が命じられ、この時銃剣を突きつけられた者も少くなかった。間もなくブロードウェイマンションの屋上には日本国旗が翻り、翌1938年4月に上海を訪れた日本海軍中将山本五十六はこれに大いに喜んだといわれる。こうしてブロードウェイマンションは事実上日本の所有となった。フィリピンのアメリカ商工会議所新聞は、上海の住宅事情を議論する中で次のように述べている。「ブロードウェイマンションはどうか？ 問題外だ。…ほとんどが空き室で灯りも灯っていない。日本軍がいくらかいるだけである。これは英国の財産で、上海では最新・最高のアパートメントホテルである。この賠償もまた高くつくだろう」。それから一年のうちにマンションの大部分は日本人の借り手に渡った。米国議会小委員会に提出された証言は、「ブロードウェイマンションは日本上海占領軍の『頭脳』である。重要な合同政策会議の多くはここで開かれている」と伝えている。ブロードウェイマンションは日本陸軍将校の連絡中枢として使われた。1941年12月までの間、日本の軍政当局はブロードウェイマンションで毎週（後に隔週）記者会見を開き、運輸関係の部局をはじめとする軍政機関もここに置かれることとなった。また、日本が占領地に定めた規則を侵した外国人はブロードウェイマンションに連行され、ここで尋問された。
1938年12月以後、日本軍当局と日本の傀儡政権である梁鴻志率いる南京市の中華民国維新政府の協議の結果、「江蘇-浙江-安徽アヘン撤廃事務局」の設置が決定された。この機関はブロードウェイマンションの5階に置かれ、「アヘンの輸入と配分を統制する権限やアヘン吸引所の設置や使用について条件付きの認可制を執行する権限、アヘン売買から徴税する権限を与えられていた」。このため「上海に58ある公認アヘン吸引所のすべては…このブロードウェイマンション5階の事務局を通じてアヘンを調達しなければいけなかった」。
また維新政府およびその後身である汪兆銘の南京国民政府はブロードウェイマンション4階に外事局を置いた。

##### 日本への売却と第二次世界大戦 (1939-1945)
日本は、工部局(上海市議会)での投票権を持つ上海地方税納付者に、日本人を増やすことで多数派工作を企てたが、失敗に終わった。そのため、日本の持ち株会社は、ブロードウェイマンションを手放すのをためらっていた取締役会議長であるアンホールドの反対を押し切り、1939年3月21日にブロードウェイマンションを500万ドルの高額でオーナーたちから購入した。
チャイナ・ウィークリー・レヴューは「上海で最も贅沢なホテルの一つであるブロードウェイマンションは、156のスイートルーム、56の貸し部屋、8つのオフィスと店がある」と記している。なお、ブロードウェイマンションは1941年12月の日本のマレー作戦開始以降、1942年と翌年に民間人が交換船で交換されるまでの間、宣教師以外の英米人たちが数多く抑留される場所となった。

#### 連合軍占領下から国共内戦(1945-1949)

##### 連合軍占領下
日本が降伏した1945年8月以降、続いて日本のテナントと占有者の撤退が起こり、工部局はブロードウェイマンションの所有権を取り戻した。工部局はマンションの一部を外国特派員とアメリカ軍の残留者に貸与し、ここはアメリカ軍による蔣介石と中華民国国民政府に対する助言の活動の司令部になった。下から5階、あるいは6階部分はアメリカ軍中国支援団の将校とその扶養者によって占領され、400の兵舎がこのマンションから提供された。1階は小さなアメリカ陸軍病院になった。1945年8月、このマンションに最初に定住したアメリカ軍人の一人であるアメリカの戦闘機手ビル・ダンは「上海で、私たちは美しいヨーロッパ風のホテルであるブロードウェイマンションを宿舎にした。これにはひとつ問題があった。部屋にはベッドがなかったのである。日本の将校はここを兵舎にしており、彼らは我々の使うようなベッドを使わず、睡眠用のマットを使った。ホテルの支配人に連絡を取ると、ホテル側はすぐさま我々のために中国人をベットを運ばせて派遣してくれた。」と思い出している。この当時の支配人は、白系ロシア人の移民でそれまでは運転手長を任されていたマイケル・アレクシス・メルグノーだった。
アメリカ海兵隊による中国人少女二人へのレイプ疑惑が持ち上がると、1947年1月1日には中国の大学生の反米行進がブロードウェイマンション前で行われた。この行進の規模は最大で5000人にのぼった。このとき、中国人はアメリカ軍を英帝、日本鬼子と同様のもののようにたとえ、アメリカ軍の中国からの撤退を請求し、この影響で200人あまりのアメリカ軍人とその扶養者がアメリカへ帰還した。アメリカ系新聞会社チャイナ・ウィークリー・レヴューは中国の反米的態度の原因を「アメリカ軍警察、陸海軍の人員の乱暴な行為」のせいとしている。

##### 中国外国記者クラブ
第二次大戦後直ちにマンションは、1943年5月18日に重慶で設立された中国外国人特派員クラブのホストとなった。場所は4階の上であり、1949年10月に中華人民共和国が建国されるまでに特派員メンバーとその家族が宿泊した。アメリカ人のジャーナリストJohn Robinson Bealは「なぜ特派員が上海を選んだか理解するのは簡単である。一つはブロードウェイマンションに住むのが心地よいから、・・・極東で最も美しいホテルであり、召使いが手元に足元に待っているからだ」とし、「アジアで最も上品な報道クラブである」と説明する。Journalist Richard Hughes は「特派員の多くは排他的にそこに住んでいた」と冗談を飛ばしている。
17階のペントハウスにはバーが設置してあった。外国人特派員クラブで行われたパーティーは悪名高かった。激化する中国内戦で激しい戦いが中国の農村部にあった間、内戦は「18階建てのブロードウェイマンションの頂上での外国人特派員クラブでのパーティーを妨げない。ここでは鮮やかなライトの下でダンスが執り行われる。」と言われ、「最上階の外国人と彼らの白系ロシア人の愛人たちは蒸し暑い上海の夜が更けるまで踊り明かす。」とされている。これらのパーティーは「白系ロシア人の愛人がアメリカ軍とアメリカ人妻と黒人市場投機家とが入り混じった」とされ、これらのすべての人々が共産主義者も蔣介石も含めて中国人を呪った。中国通貨の価値の衰弱にそって、ギャンブルとアヘンの使用が拡大した。さらに、白系ロシア人の愛人とのふしだらな関わりもあった。これらの理由から、共産中国は勝利した後に彼らを中国から追い出した。また、マンションはアメリカ占領下のこの期間に人気の売春宿を接待した。
1947年、Edward Wardはこのマンションを考察したとき、「もっとも現代的で豪華な共同住宅の一つ」としている。Harrison Formanは戦前ののどかな日からのマンションの変化を紹介しており、「今は凋落して時代遅れになってしまった」彼の報告書に反映している。アメリカ人のピューリツァー賞受賞者のジャーナリストKeyes Beechはブロードウェイマンションについて「鉄とコンクリートのアパートホテルはアメリカの重鎮である蘇州河銀行より大きい18階建てを試みている。」としている。しかし、一方「ブロードウェイマンションの真に良いのは眺めである。」と暗示している。1949年5月、ブロードウェイマンションはまだ上海のアパートメントビルディングの中でも一番背が高かった。しかし、このビルは「さえない赤レンガで立てられている」と書かれている

##### ブロードウェイマンションの戦い (1949年5月25日から同27日)
1949年5月25日から、国共内戦の中、上海でいくつかの重大な戦いのうちの一つが行われ、これを在留外国人は「ブロードウェイマンションの戦い」と呼んだ。国民党軍と人民解放軍がブロードウェイマンションの近辺で二日間にわたって激しい戦いが行った。1949年4月30日から、退却していた国民党軍は所有するブロードウェイマンション、近くの中央郵便局、外灘堤防岸の団地を奪取した。少佐に指揮された100人の中華民国軍正規兵は、人民解放軍の侵攻してきている上海の防衛の一部としてブロードウェイマンションを占領した。最終的に、1000人以上の国民党兵士がブロードウェイマンションを防衛し、ここでは彼らは上の階から自らを堅固に守り、屋上や窓から敵を撃った。外国人記者クラブの上階であるブロードウェイマンションの屋上から、国民党軍の狙撃兵は外白渡橋を前進しようとする共産党軍を掃射した。ブロードウェイマンションにいた200人の外国人がこの戦いの間に捕らえられ、彼らは命を脅かされた。Peter Townsendは「あなたがブロードウェイマンションの欄干の胸壁の外に出れば、銃弾はあなたの頭の上を音を立てて掠める、だからすばやく頭を下げて、這って戻らねばならないだろう。」と思い出している。ジャーナリストEdwin Palmer Hoytの住居はブロードウェイマンションにあったが、国民党の敗北を「国民党の腐敗は明確に現れており、蘇州川以外の何処にもそれより多くの悲劇なかった、ブロードウェイマンションの窓のちょうど下に特派員のためのホテルが設けられていた。快適なアパートの窓から下方で、人間で混雑しており集団強盗を多数見ることができる。」と書いている。タウンゼントは戦闘の最終段階を「彼らはブロードウェイマンションに貼りつけられたままである・・・無駄に」と報告している。BrownとPickowiczによれば「共産主義者が望めば、ブロードウェイマンションを守る千かそれに近い国民党軍防衛兵は一時間そこらで鎮圧することができた。」とされる。五星紅旗がブロードウェイマンションに翻ったのは1949年5月27日である。これは人民解放軍による最終的な上海の占領を意味した。

#### 共産党時代へ(1949-1951)
1949年5月27日の上海の人民解放軍への降伏と、1949年10月1日の中華人民共和国の建国宣言の後、この事情はブロードウェイマンションの住民に劇的な変化をもたらした。Ross Terrillによると「外国人ジャーナリストは他の任命から中国外に移動した。ブロードウェイマンションの外国人特派員クラブは破綻した。中国人スタッフは買収された。ウェイターは残り物のマスタードを出すようになった・・・今日、ダンスは行われなくなった。」とされ、屋上からの「良い眺めだけは変わらない。」と記している。1949年6月20日、残ってブロードウェイマンションに住んでいた11人の外国人が党員や軍人に部屋を明け渡すために去るよう命令された。1950年、中国政府情報事務局上海支店がブロードウェイマンションを本部とするようになった。

### 上海大厦 (1951-1969)
1951年5月1日、1945年から所有を引き受けていた上海市議会は、ブロードウェイマンションの名前を「上海大厦、上海大楼」と名を変えた。これは英語では一般には「上海マンション」として知られている。どうやら1957年にはこの建築は「ゴールデンリバーホテル」として知られていたようである。この当時、タイムズ記者James Bertram (1910-1980)によって「明らかな変化なしに日本占領期を生き長らえた念入りな西洋様式のホテル兼アパート」として書かれている。1956年、英国の小説家で映画製作者である Rubeigh James Minneyは1956年に上海を訪れ、上海マンションの1階の店舗について次のように言及している。「1階にはとても優れた雑貨屋が入店している。」「雰囲気はとてもエレガントであり、コントラストに関して言えばハロッズレベルと言えるかもしれない。」
1965年には、「上海のでかくて不恰好な建物」と書かれている。ベルギー人ジャーナリストJacques Marcuseはこの評価に同意して、1967年にこのマンションに関して「高くて、しかししゃがんでいるような不恰好な建物」と書いている。同年、Sally Backhouseは「乾いた古いチーズのように、石版に似た建物は多くの窓に穴を開けられ砂で汚れて、聳え立っている。」と書いている。また、「この最大の建物が有名な“ブロードウェイマンション”だ。資本家の日の時の贅沢な建物であり、往時に借りられたビルである。」と指摘している。ほかの1960年代中ごろのこの建物について定住者は大きな建物だと書いている。しかし、「上海マンションは上海でもっとも贅沢なホテルとはいえない。」ともしている。

#### 上海大厦事変 (1967年2月23日、同24日)
1967年2月23日、上海農務局で「重大な事件」が起こった。これは上海大厦事変として知られている。この事件は1967年2月に短い間結成された上海人民公社(コミューン)に率いられておきた上海革命(1月革命)の間に起こった。2月20日、彼らは「労働者は農業生産という持ち場に戻るように促すために上海大厦に衝撃を与えた。」とされる。1967年2月23日には「上海マンションに本部を立ち上げた追放されるべき反逆者団体は革命委員会財務局の襲撃を目論んでいる。」とされている。1967年2月24日夕方、毛沢東の宣伝によって上海公社は上海市革命委員会に名を変えた。「この委員会は“実像解明調査”に基づく幾らかの“代表者”を送った・・・田舎からの帰還者集団のいる上海マンションへ。集団の規模はおそらく大きいと思われるが、不明である。」
この「反動」勢力は抑圧され、また、リーダーは刑罰を受けた。しかしながらこの事件の後も「彼らは上海大厦近郊で昼夜を問わず多数展開を続けた。また、治安人員の不意を襲った」

### 反帝国主義ビル (ca. 1969-1972)
文化大革命の間、マンションは人民軍によって反帝国主義ビルと名前が改められた。

### 上海マンションホテル (ca. 1972 to ca. 1996)
1973年の間には、マンションは英語で上海マンションホテルと改称された。しかし、中国名は保持された。1973年から、マンションは在外中国人たちに三番目の選択設備として提供された。「もしこれら二つのホテルに空室がない場合、在外中国人は外灘を見下ろす摩天楼、上海ホテルに入る。」
1970年代のマンションは「外国人技師」の第一の住居であった。イタリア語教師のEdoarda Masiは1976年からこのマンションに住んでおり、このマンションについて「このビルを囲む低いビル群の中にあってマストドンのようである。壁、配管、クローゼットのいずれもがしっかりしている」と書いている。また、このマンションの人気について「時期しだいで、この大きい部屋は半分からから、旅行者で満杯のときもある。長期立ち寄り先として、英語で上海マンションを指して“Dasha”(大厦)として知られている。」と記している1978年、マンションは第三世界から来る旅行者のホテルとして使われることがますます増えた。このため上海では宿泊設備の状況が改善された。1982年にこのマンションに宿泊したアメリカの大学生は「いくつかのみすぼらしい装飾によって飾られた上海マンションのホテルのロビーは夕方には上海在住のアフリカや中東の学生のたまり場となった」と示している。1984年には「上海マンションは「メインビルとサイドビルからなる上海マンションは外国人旅行者、ビジネスマン、在外中国人に親切なホテルであった」としている。このとき、マンションにはデラックススイートを含め370の来客用室があり、ベッドの数は1468台に上った。1985年、観光客は「30年代の要塞上海マンションは、厚い煉瓦の壁を持ち黒い窓があばたになっている。」としている。1985年から1999年の上海マンションの総支配人はTao Pei Tai(1946年8月1日〜)であり、彼は衡山ホールディング・カンパニーの副総支配人であり、このマンションのオーナーであった。
1989年当時、このマンションのダブルの部屋の値段は一晩あたり50US$であった。1991年、中国のトラベルガイドがこのホテルのサービス方針を絶賛して「上海マンションは厳密に「ゲスト第一、サービス第一、礼儀第一、清掃第一」を固守する。」としている。しかしながら1993年9月にはこのマンションは上海の景観の中で優位な建物であるとはいえなくなった。
大都市を告げるものも徐々に変わっていった。もはや壮大なアールデコ様式の姿である上海大厦『上海マンション』や外白渡橋ではない。それは市中央から外灘、それも楊浦大橋のある上流部である。1993年に完成し、役割を開発し、市に入るための大きな水門となった、南浦大橋は下流に位置している。
「屋上のテラスからの川の眺めは...息を呑む」と認められているが、1993年のガイドブックの一つは「残念ながら夕方のこの位置は欠点となっている、川の艀の堂々たる汽笛は不変で、寝るのに問題がある。」と警告している。1995年、上海マンションは州観光局に評価され、12の国家最良格付けホテルに指定された。

### ブロードウェイマンションホテル (1996〜現在)
鄧小平の改革の結果、西側への開放せよとの非難が増加した。この後の開放の結果、1996年からマンションは再度名称を付け直され、このときは元々の名前に近いブロードウェイマンションホテルに戻された。長期居住用貸し物件からホテルへとシフトした。このとき、マンションは「上海の他のホテルよりもむしろさえなくなっていた」と表されている。
2003年から2007年にかけてホテルは部分的に改修され、近代的なクラシックホテルとして生まれ変わった。しかしながら、この改修はいくつかの西側の旅行ガイドからは非難されている。

## 著名な来訪者
ブロードウェイマンション公式ウェブサイトによると、ホテルは世界中のさまざまな国から100人を越える首班や政府要人が宿泊している。以下はその例である。
- ウィリアム・ランスロット・ホランド：ニュージーランド生まれ。太平洋問題調査会の研究長官、後に行政長官。定期刊行物、極東調査と太平洋事務の編集者。1937年7月の数ヶ月滞在[157]。
- ロイヤル・レオナルド：アメリカの飛行士、蔣介石の個人パイロット[158]。ブロードウェイマンションには日中戦争中の初期に滞在した。日中戦争によって定期的な航空便が終わったときに彼は香港へと去った[159]。
- ジェームス・ガレス・エンディコット：カナダの社会主義者。論争を呼んだカナダ合同協会の宣教師、もともとは蔣介石のアドバイザーだった。しかし1945年からは中国共産党と、友人周恩来を支援した。1949年にカナダ平和会議を設立、1953年にはスターリン平和賞を受賞した。1952年に、妻とともに中国に再度訪れ、ブロードウェイマンションに滞在した[160]。
- フェルナンド・ジグノン：スイスの写真報道家。1960年代初期に中華人民共和国に入国を許された数少ない非共産主義の報道者の一人[161]。ブロードウェイマンションの3回に滞在した。「le plus grand complexe locatif de la métropole」[162]

## 有名な定住者

### 1935-1937
- コーネリウス・ヴァンデール・スター：アメリカのビジネスマン。また、Office of Strategic Services工員。AIG保険会社を1919年上海に設立し、第二次世界大戦が勃発するまでブロードウェイマンションのペントハウスを占領した[163]。
- ホレット・エドワード・アベンド：アメリカのジャーナリスト[164]。ニューヨークタイムスの特派員。長い間ブロードウェイマンションを借りており[165]、1935年から1940年7月まで「贅沢なペントハウス」の16階アパートメントGから働いた[166]。1940年7月19日、彼は彼の部屋に入ってきた二人の日本人兵士によって[167]ものを奪われ、拷問された[168]。彼らは「翌朝、再び大日本帝国群将校の制服を着ていた。」[169]という。彼は次の朝すぐに「英国、米国によって管理されている別のアパート」[170]へ移った。1937年8月、マンションが日本軍に占領されすべてのテナントが避難したあと、彼のアパートは日本の領事館と関連が考えられる男によって捜査された[171][172]。
- アムレート・ヴェスパ：イタリア人。傭兵であり、満州の諜報部員、後にはいやいやながら大日本帝国のために諜報部員となった。1937年からこのマンションに住んだ[173]。

### 1937-1945
- 児玉誉士夫：日本人。ヤクザでA級戦犯、超国家主義者。日中戦争の間にこのビルに滞在した[174]。

### 1945-1949
- ロベルト・シャプレン：アメリカ人。 The New Yorker社特派員[175]。第二次大戦終結直後から2年間ブロードウェイマンションに滞在した[176]。
- ジャック・ビルン：アメリカ人。ライフ誌のスタッフで、写真報道家。ブロードウェイマンションには1947年12月15日から滞在した[177]。
- アンリ・カルティエ＝ブレッソン：フランス人写真家。現代写真報道家の父と尊敬されている。国際的な写真家集団マグナムフォトの共同設立者となった。ブロードウェイマンションには1949年中期から滞在し、国民党政府の崩壊と中華人民共和国の成立を扱った[178]。

## 参考資料
- Allen, Rewi. The People Have Strength. The Author, 1954.
- Brown, Jeremy and Paul Pickowicz. Dilemmas of Victory: The Early Years of the People's Republic of China. Harvard University Press, 2007.
- Boyle, John Hunter. China and Japan at War, 1937-1945: The Politics of Collaboration. Stanford University Press, 1972.
- Cameron, Clyde. China, Communism and Coca Cola. Hill of Content, 1980.
- Fletcher, Banister and Dan Cruickshank. Sir Banister Fletcher's a History of Architecture, 20th ed. Architectural Press, 1996. Pages 1558 and 1560.
- Forman, Harrison. Changing China. Crown publishers, 1948.
- Gu, Gan. Touring Metropolitan Shanghai. The Publishing House, 1984. See pages 127, 230.
- Guillain, Robert. The Blue Ants: 600 million Chinese Under the Red Flag. Secker & Warburg, 1957. Page 180.
- Hauser, Ernest O. Shanghai: City for Sale. Harcourt, Brace and company, 1940.
- Henriot, Christian and Wen-Hsin Yeh. In the Shadow of the Rising Sun: Shanghai under Japanese Occupation. Cambridge University Press, 2004.
- Johnston, Tess and Dongqiang Er. A Last Look: Western Architecture in Old Shanghai. 3rd ed. Old China Hand Press, 1993. Page 106.
- Landman, Amos. Profile of Red China. Simon and Schuster, 1951.
- Lee, Leo Ou-fan. Shanghai Modern: The Flowering of a New Urban Culture in China, 1930-1945. Harvard University Press, 1999.
- Malloy, Ruth Lor. Travel Guide to the People's Republic of China. Morrow, 1975. Page 75.
- Moorad, George. Lost Peace in China. E. P. Dutton, 1949.
- Nideros, Eric. "Wartime Shanghai: A Tycoon Triumphs Over the Emperor".  World War II magazine (September 2006).
- Pan, Lynn. Shanghai Style: Art and Design Between the Wars. Long River Press, 2008.
- Pan, Lynn; Li-yung Hsüeh; Liyong Xue; and Zonghao Qian. Shanghai: A Century of Change in Photographs, 1843-1949. Hai Feng Pub. Co., 1993.
- Perry, Elizabeth J. and Xun Li. Proletarian Power: Shanghai in the Cultural Revolution. Westview Press, 1997. Page 122.
- Purvis, Malcolm. Tall Stories: Palmer & Turner, Architects and Engineers: The First 100 Years. Hong Kong, Palmer & Turner, 1985.
- Roth, Cecil and Mira Wilkins. The Sassoon Dynasty. London: R. Hale, 1941.
- Rowan, Roy. Chasing the Dragon: A Veteran Journalist's Firsthand Account of the 1946-9 Chinese Revolution. The Lyons Press, 2008.
- Schell,Orville. "Watch out for the Foreign Guests!": China Encounters the West. Pantheon Books, 1980.
- Tang, Zhenchang, Yunzhong Lu, and Siyuan Lu, Ssu-yüan Lu. Shanghai's Journey to Prosperity, 1842-1949. Commercial Press, 1996.
- Tata, Sam and Ian McLachlan. Shanghai: 1949 : The End of an Era. Batsford, 1989.
- Theroux, Paul. Riding the Iron Rooster: By Train Through China. Putnam's, 1988.
- Topping, Seymour. Journey Between Two Chinas. Harper & Row, 1972.
- Warr, Anne. Shanghai Architecture. Watermark Press, 2008.
- Wei, Betty Peh-Tʻi. Old Shanghai. Oxford University Press, 1993.
- Widmer, Ellen and Dewei Wang. From May Fourth to June Fourth: Fiction and Film in Twentieth-Century China. Harvard University Press, 1993.
- Wu, Liang and Foster Stockwell. Old Shanghai: A Lost Age. Trans. Mingjie Wang. Foreign Language Press, 2001.
- Yeh, Wen-Hsin. Wartime Shanghai. Taylor & Francis, 1998. Page 115 for photo in context of the other major buildings on The Bund.